# Лукошино-Бики
Лукошино-Бики (пол. Łukoszyno-Biki) — село в Польщі, у гміні Мохово Серпецького повіту Мазовецького воєводства.
Населення — 95 осіб (2011).
У 1975-1998 роках село належало до Плоцького воєводства.

## Демографія
Демографічна структура станом на 31 березня 2011 року:
|          | Загалом | Допрацездатний вік | Працездатний вік | Постпрацездатний вік |
| -------- | ------- | ------------------ | ---------------- | -------------------- |
| Чоловіки | 48      | 12                 | 30               | 6                    |
| Жінки    | 47      | 16                 | 23               | 8                    |
| Разом    | 95      | 28                 | 53               | 14                   |